# Matyska
Matyska (609 lub 612 m n.p.m.; na dawniejszych mapach również pod nazwą Szot lub Sot) – wzgórze w południowo-zachodniej części Kotliny Żywieckiej.

## Położenie
Stanowi ostatnią wyraźną kulminację grzbietu Beskidu Śląskiego, schodzącego od Magurki Radziechowskiej przez Jaworzynkę (862 m n.p.m.) w kierunku wschodnim ku Kotlinie Żywieckiej. Od północy ogranicza je dolina potoku Wieśnik, a od południa dolina potoku Przybędza. Leży ok. 7 km na południowy zachód od centrum Żywca, pomiędzy miejscowościami Radziechowy (na północy) i Przybędza (na południu). Po stronie wschodniej zbocze Matyski łagodnie opada ku niższym wzniesieniom: Jagoda i Podleszcze.

## Geologia i przyroda ożywiona
Matyska zbudowana jest z wapieni i łupków cieszyńskich, należących do płaszczowiny cieszyńskiej i wychodzącej tu na powierzchnię w oknie tektonicznym Żywca spod płaszczowiny godulskiej. Są to wyraźnie warstwowane, cienko- i średnioławicowe, szarawe wapienie okruchowe oraz ciemne, cienko łupiące się górne łupki cieszyńskie. Na stokach zachowały się ślady kilku gospodarczych łomów wapienia, używanego do połowy XX w. do wypalania wapna w tutejszych wapiennikach.
Wzgórze pokryte jest po części polami i pastwiskami, po części liściastymi laskami i zaroślami, w tym dobrze wykształconymi czyżniami. Wśród roślinności występują liczne gatunki wapieniolubne. Na łąkach kwitnie kilka gatunków storczyków. Na stokach Matyski rośnie również rzadki w Polsce tojad lisi.

## Znaczenie
Matyska jest celem wędrówek pielgrzymów ze względu na stojący tam Krzyż Milenijny (wybudowany w 2001 roku). We wrześniu 2009 roku zakończono tam prace nad budową czternastu stacji drogi krzyżowej – Golgoty Beskidów.
Szczyt Matyski jest doskonałym i łatwo dostępnym punktem widokowym. Rozpościerający się z niego widok na okolicę obejmuje bez mała 3/4 horyzontu (z wyjątkiem kierunku zachodniego). Dostrzec można Bielsko-Białą, Beskid Mały, Żywiec, Jezioro Żywieckie, wiele szczytów Beskidu Śląskiego i Żywieckiego, w tym m.in. Skrzyczne, Babią Górę, Romankę, Rysiankę, Lipowski Wierch i wiele innych. Dojście z Radziechów niebieskim  szlakiem turystycznym lub z Przybędzy (drogą jezdną, bez znaków).